# George R. Brown (schip, 1966)
De George R. Brown was een kraanponton dat in 1966 bij Levingston Shipbuilding, Orange werd gebouwd voor Brown & Root. Deze was uitgerust met een kraan van 550 shortton.
In 1988 werd het schip overgenomen door het in 1984 opgerichte Offshore Pipelines Inc. en omgedoopt naar DB II. In 1995 werd OPI overgenomen door McDermott.
In 1998 werd het schip omgedoopt naar Mexica en is nu in beheer bij Protexa.